# Miguel Santos
Miguel José Oliveira Silva Santos (Paço de Arcos, 21 oktober 1994) is een Portugees voetballer die als keeper speelt.

## Carrière
Miguel Santos speelde voor verschillende jeugdteams in Portugal, en daarna voor het tweede elftal van Benfica. In 2016 vertrok hij naar Port Vale FC, waar hij als reservekeeper wedstrijden speelde in de FA Cup en Football League Trophy. In de winterstop van 2017 vertrok hij naar Fortuna Sittard, waar hij zijn debuut in de Eerste divisie maakte op 13 januari 2017, in de met 0-1 gewonnen uitwedstrijd tegen Achilles '29. In de zomerstop van 2018 vertrok hij transfervrij naar Astra Giurgiu. In augustus 2019 werd hij verhuurd aan FC Academica Clinceni. In oktober 2020 ging Santos naar Roda JC Kerkrade.

### Statistieken
| Seizoen                        | Club            | Land           | Competitie     | Competitie | Competitie | Beker | Beker | Overig | Overig | Totaal | Totaal |
| Seizoen                        | Club            | Land           | Competitie     | Wed.       | Dlp.       | Wed.  | Dlp.  | Wed.   | Dlp.   | Wed.   | Dlp.   |
| ------------------------------ | --------------- | -------------- | -------------- | ---------- | ---------- | ----- | ----- | ------ | ------ | ------ | ------ |
| 2012/13                        | Benfica B       | Portugal       | Segunda Liga   | 0          | 0          | 0     | 0     | 0      | 0      | 0      | 0      |
| 2013/14                        | Benfica B       | Portugal       | Segunda Liga   | 2          | 0          | 0     | 0     | 0      | 0      | 2      | 0      |
| 2014/15                        | Benfica B       | Portugal       | Segunda Liga   | 12         | 0          | 0     | 0     | 0      | 0      | 12     | 0      |
| 2015/16                        | Benfica B       | Portugal       | Segunda Liga   | 37         | 0          | 0     | 0     | 0      | 0      | 37     | 0      |
| 2016/17                        | Port Vale FC    | Engeland       | League One     | 0          | 0          | 1     | 0     | 2      | 0      | 3      | 0      |
| 2016/17                        | Fortuna Sittard | Nederland      | Eerste divisie | 19         | 0          | 0     | 0     | 0      | 0      | 19     | 0      |
| 2017/18                        | Fortuna Sittard | Nederland      | Eerste divisie | 24         | 0          | 1     | 0     | 0      | 0      | 25     | 0      |
| Carrièretotaal                 | Carrièretotaal  | Carrièretotaal | Carrièretotaal | 94         | 0          | 2     | 0     | 2      | 0      | 98     | 0      |
| Bijgewerkt op 20 augustus 2018 |                 |                |                |            |            |       |       |        |        |        |        |

1 Bucker ·
4 Koglin ·
5 Jansen ·
6 Spieringhs ·
7 Razak ·
8 Müller ·
9 Çukur ·
10 Schwirten ·
11 Griffith ·
13 Röseler ·
14 Breij ·
15 Beerten ·
16 Treichel ·
17 Džepar ·
18 Köther ·
20 Leijten ·
21 Kongolo  ·
22 Kruiver ·
23 Steins ·
24 Boti ·
26 El Meliani ·
27 Bangura ·
30 Van Hemelryck ·
31 Maiorano ·
32 Moro ·
33 Timmermans ·
34 Veendorp ·
35 Doulashi ·
47 Seedorf ·
52 El Maach ·
72 Vancsa ·
77 Sejdiu ·
97 Baeten ·
Coach: Sibum
· Assistent-coach: Henkens
· Assistent-coach: Luijpers
· Keeperstrainer: Telgenkamp